# Joseph Süß Oppenheimer

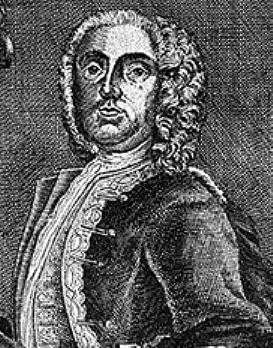
Joseph Süß Oppenheimer (Kupferstich von 1738)

Joseph Ben Issachar Süßkind Oppenheimer (kurz Joseph Süß Oppenheimer, auch – späterhin diffamierend – Jud Süß; geboren vermutlich Februar oder März 1698 in Heidelberg, Kurpfalz; gestorben am 4. Februar 1738 in Stuttgart, Herzogtum Württemberg) war Hoffaktor des Herzogs Karl Alexander von Württemberg. Nach dessen Tod wurde Oppenheimer als Opfer eines Justizmordes aufgrund judenfeindlicher Anschuldigungen hingerichtet und sein Leichnam sechs Jahre lang in einem Käfig zur Schau gestellt.
Joseph Süß Oppenheimer diente u. a. als historische Vorlage für Wilhelm Hauffs Novelle Jud Süß von 1827 und Lion Feuchtwangers Roman Jud Süß von 1925; die Nationalsozialisten nutzten die Geschichte 1940 propagandistisch für den antisemitischen Film Jud Süß.

## Leben

### Frühe Jahre
Joseph Süß Oppenheimer wuchs in Heidelberg in bürgerlichen Verhältnissen in einer angesehenen jüdischen Kaufmannsfamilie auf. Von 1713 bis 1717 unternahm er Reisen nach Amsterdam, Wien und Prag. Die Berufe, die Juden zur damaligen Zeit ergreifen durften, beschränkten sich weitgehend auf Handels- und Finanztätigkeiten. Der Landbesitz oder die Mitgliedschaft in Zünften war ihnen in der Regel verboten. So begann Oppenheimer erfolgreich, sich seinen Lebensunterhalt in der Pfalz als Privatfinanzier zu verdienen; auch das Eintreiben von Schulden gehörte zu seinen ersten Tätigkeiten. Mit der Vergabe von Krediten an verschuldete Adlige stieg er gesellschaftlich auf; er sprang immer dann ein, wenn Banken sich weigerten, den aufwändigen Lebenswandel der Geldsuchenden zu finanzieren.
Als Finanzmakler und Bankier brachte er es schnell zu Wohlstand und Ansehen. Er arbeitete unter anderem für den pfälzischen und den kölnischen Kurfürsten. Bei einer Heiratsvermittlung im Auftrag des Herzogs Eberhard Ludwig von Württemberg lernte er 1732 in Wildbad dessen Cousin Karl Alexander kennen, der unter chronischem Geldmangel litt. Noch im selben Jahr ernannte dieser Oppenheimer zu seinem Hof- und Kriegsfaktor.

### Ratgeber des Herzogs
Als Karl Alexander nach Eberhard Ludwigs Tod am 31. Oktober 1733 Herzog von Württemberg wurde, war Oppenheimer für ihn so wichtig geworden, dass er ihm einen weiten Entscheidungsspielraum in Wirtschafts- und Finanzfragen des Landes einräumte. 1736 wurde Oppenheimer zum Geheimen Finanzrat und politischen Ratgeber des Herzogs berufen und stieg schnell weiter auf. Herzog Karl Alexander war lange vor der Thronbesteigung vom protestantischen zum katholischen Bekenntnis übergetreten. In seiner vierjährigen Regierungszeit (1733–1737) regierte also ein katholischer Fürst, beraten von einem Juden ohne volle Bürgerrechte, über eine protestantische Bevölkerung, was erhebliche Spannungen erzeugte.
Um die desolaten Finanzen des Landes mit dem absolutistischen Repräsentations- und Geldbedarf des Herzogs Karl Alexander in Einklang zu bringen, führte Oppenheimer zahlreiche Neuerungen im Sinne eines merkantilistischen Wirtschaftssystems ein. Er gründete eine Tabak-, Seiden- und Porzellanmanufaktur und auch die erste Bank Württembergs, die er selbst betrieb. Er besteuerte Beamtenbezüge und verkaufte gegen hohe Gebühren Handelsrechte für Salz, Leder und Wein an Juden. Daneben handelte er mit Edelsteinen, Edelmetallen, pachtete die staatliche Münze, veranstaltete Lotterien und andere Glücksspiele und vermittelte in Rechtsstreitigkeiten.
Herzog Karl Alexander beschloss die von Oppenheimer vorgeschlagenen Maßnahmen und Reformen in absolutistischer Machtvollkommenheit ohne die Zustimmung der protestantischen Württembergischen Landstände, obgleich diesen nach dem Tübinger Vertrag, der auch als württembergische Verfassung galt, das Recht der Steuerbewilligung zugestanden hätte. Vor dem Hintergrund dieser politischen und konfessionellen Spannungen weckten Oppenheimers erfolgreiche Staatssanierung, sein Wohlstand und seine rigide Geld- und Steuerpolitik bei vielen Landesbeamten und Bürgern Neid, Hass und antijüdische Ressentiments. Da sich Oppenheimer dieser Spannungen bewusst war, wollte er aus dem Dienst des Herzogs ausscheiden, was ihm aber verboten wurde. Er werde ihn für vogelfrei erklären lassen, wenn er weggehe, soll der Herrscher gedroht haben.

### Sturz und Hinrichtung

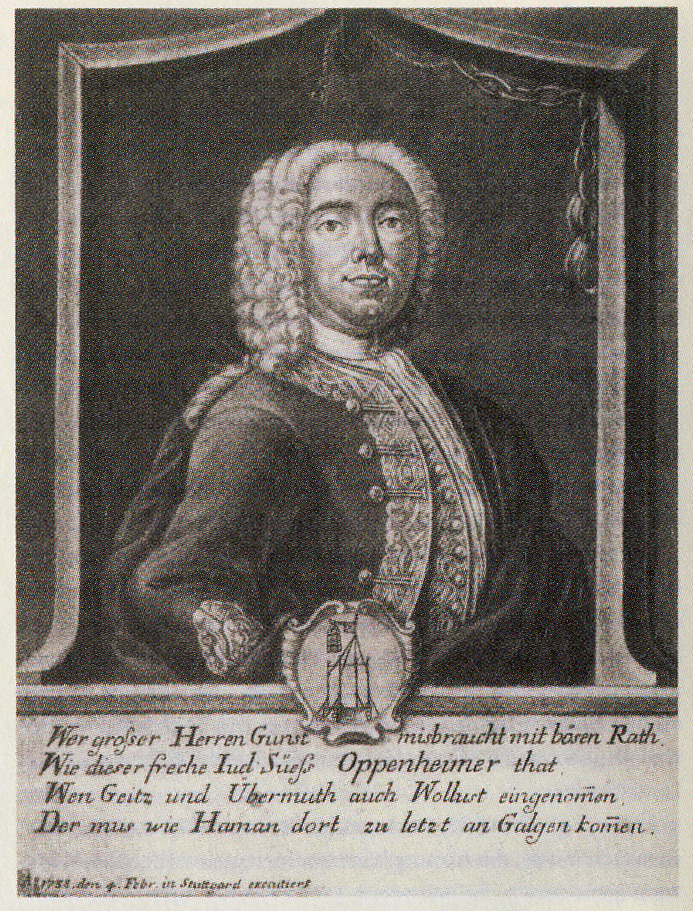
Verunglimpfende Darstellung des Joseph Süß Oppenheimer mit Galgen als Emblem in der unteren Bildmitte, über folgenden höhnischen Zeilen: „Wer großer Herren Gunst misbraucht mit bösen Rath / Wie dieser freche Jud Süß Oppenheimer that, / Wen Geitz und Übermuth auch Wollust eingenom̅en, / Der mus wie Haman dort zu letzt an Galgen kom̅en.“ (Kupferstich von 1738)

Als Karl Alexander am 12. März 1737 vermutlich an einem Lungenödem unerwartet verstarb, begann eine „konservative Revolte“ (Hellmut G. Haasis) gegen seine fortschrittliche Finanz- und Wirtschaftspolitik. Da somit auch der Schutz Oppenheimers durch den Herzog entfiel, wurde er noch selbigen Tages vom Kommandanten der Bürgerwehr, Major von Röder, festgenommen und unter Hausarrest gestellt.
Gleich nach Oppenheimers Verhaftung wurde auch sein gesamtes Personal verhaftet, seine Wohnung versiegelt und sein gesamtes Vermögen konfisziert, private und geschäftliche Schriftstücke wurden beschlagnahmt. Seine Wohnungseinrichtung sowie alle seine Wertgegenstände, soweit sie sich in Württemberg befanden, wurden bereits am 18. August 1737, ein halbes Jahr vor seiner Verurteilung, öffentlich versteigert oder verkauft.
Am 30. März 1737 wurde er in einer Kutsche unter strenger Bewachung eines Generals von 2 Offizieren und 60 Dragonern zuerst in verschärfte Einzelhaft auf die Burg Hohenneuffen verbracht, wo auch ein erstes provisorisches Verhör stattfand. Am 30. Mai wurde er auf die Festung Hohenasperg verlegt, wo er seinen Hungerstreik fortsetzte. Die Anklage lautete auf Hochverrat, Majestätsbeleidigung, Beraubung der staatlichen Kassen, Amtshandel, Bestechlichkeit, Schändung der protestantischen Religion und sexuellen Umgang mit Christinnen. Man warf ihm unter anderem vor, er habe sich an einer Vierzehnjährigen vergangen. Deren Jungfräulichkeit wurde jedoch von zwei Hebammen bestätigt. Die 20 Jahre jüngere Luciana Fischer, eine Christin und älteste Tochter einer vornehmen Familie, hatte mit Oppenheimer ein Verhältnis. Mit ihm wurde auch sie verhaftet und in neun Verhören ausgehorcht. Als sie im Zuchthaus in Ludwigsburg am 14. September 1737 mit einem Sohn niederkam, gab sie die sexuelle Beziehung zu. Der Säugling starb um die Jahreswende 1737/38 im eisigen Zuchthaus. Dem Vater wurden Geburt und Tod verschwiegen. Die ihm zur Last gelegten Frauengeschichten wurden rasch unter den Teppich gekehrt, als sich herausstellte, dass sich unter seinen Verhältnissen auch Damen der Ehrbarkeit befanden. Für andere Anklagepunkte, die auf antijüdischen Klischees beruhten, lagen keine Beweise vor. Die Verteidigung von Oppenheimer übernahm der Hofgerichtsadvokat Andreas Michael Mögling. Er verfasste eine Verteidigungsschrift, die nachweislich dem Sondergericht vorgelegt wurde. Das unter Ausschluss der Öffentlichkeit tagende Gericht nahm sie jedoch nicht zur Kenntnis, weil das am 9. Januar 1738 gefällte Todesurteil bereits vorher feststand. Die Verteidigungsschrift wurde aus den Prozessakten entfernt. Sie war zwar zuvor aus einer Abschrift (in der Universitätsbibliothek Tübingen) bekannt, doch erst 2011 gelang es dem Württembergischen Hauptstaatsarchiv, das bis dahin sich im privaten Besitz befindende und deshalb unbekannte Original zu erwerben. Bei der Urteilsverkündung wurde auf Benennung von Straftaten und eine Begründung verzichtet. Das Todesurteil unterzeichnete Herzog Carl Rudolf, der Vormund von Karl Alexanders minderjährigem Sohn Carl Eugen, am 25. Januar 1738. Er soll dabei angeblich gesagt haben: „das ist ein seltenes Ereigniß, daß ein Jud für Christenschelmen die Zeche bezahlt“. Am 30. Januar wurde der ausgezehrte Oppenheimer (er hatte das Essen verweigert, weil es nicht koscher war) nach Stuttgart ins Herrenhaus am Marktplatz verlegt, wo man zum Tode Verurteilte bis zur Hinrichtung verwahrte.
Man stellte Oppenheimer in einem rot gestrichenen Käfig zur Schau und versprach, ihn zu begnadigen, falls er zum Christentum übertrete, was er jedoch ablehnte. Vor seinem Tod sprach er das Schma Israel. Mardochai Schloß, der Vorsteher der jüdischen Gemeinde, durfte ihm Beistand leisten, ein Rabbiner wurde ihm jedoch vorenthalten.

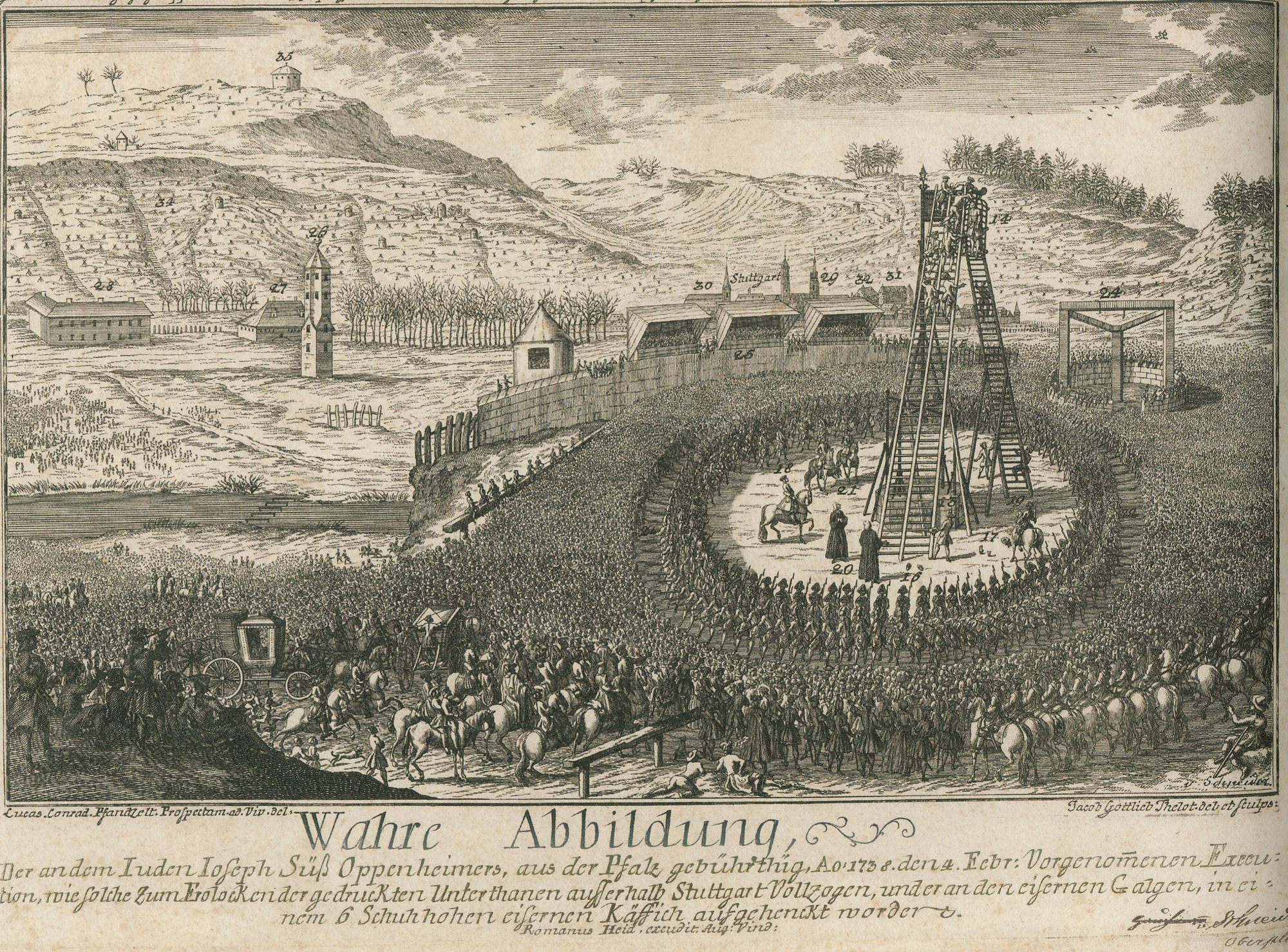
Überhöhte Darstellung der Hinrichtung des Joseph Süß Oppenheimer am 4. Februar 1738 vor den Toren Stuttgarts. Der reale Galgen maß mit Fundament zwölf Meter.

Am 4. Februar 1738, dem Tag der Hinrichtung, wurde massive militärische Präsenz gezeigt: 1200 Soldaten riegelten den Marktplatz ab, 600 weitere sicherten die Hinrichtungsstätte, Bürgerwachen liefen Patrouille und es gab verschärfte Kontrollen an allen Stadttoren. Gegen 9 Uhr morgens trat das 13-köpfige Gericht zur Verkündigung des einstimmig gefassten Urteils im Herrenhaus zusammen. Der zum Skelett abgemagerte Oppenheimer warf sich auf die Knie und bat ein letztes Mal um Gnade, allerdings vergebens. Seine Henkersmahlzeit rührte er nicht an. Danach wurde er in den Schinderkarren gezerrt. Den Zug zum Galgenberg außerhalb Stuttgarts eskortierten 120 Grenadiere. Oppenheimer betete unablässig. Die Zehn Gebote hatte er sich mit einem schwarzen Schnupftuch um die Stirn gebunden. Auch widerstand er den beiden Geistlichen, die ihn bis zuletzt zum Christentum bekehren wollten. An der Hinrichtungsstätte wurden Tribünen errichtet, „eigens auch Buden für Cavalliers und Dames“, um vor Sonne und Regen zu schützen. Inmitten des Platzes ragte der zwölf Meter hohe eiserne Galgen auf hohem Fundament empor: der höchste im ganzen Deutschen Reich. Über 49 Leitersprossen mussten erklommen werden. Oben hing ein rot gestrichener eiserner Käfig. Ihn hatten mehr als 50 Stuttgarter Schlossermeister und Gesellen anzufertigen, damit sie nach der damaligen Zunftordnung nicht für unehrlich erklärt werden konnten. Vier Henkersknechte schoben den Verurteilten die Leiter hinauf, wo er oben nicht gehenkt, sondern mit einem Strick erdrosselt wurde. Für die Vollstreckung hatte man einen französischen Henker verdingt. Danach wurde die Leiche in den Käfig gehoben und das Gehäuse mehrfach verschlossen. Zur Einschüchterung und Warnung an alle Juden beließ man den Leichnam im Käfig, der später in eine Balkonbrüstung umgeschmiedet wurde.

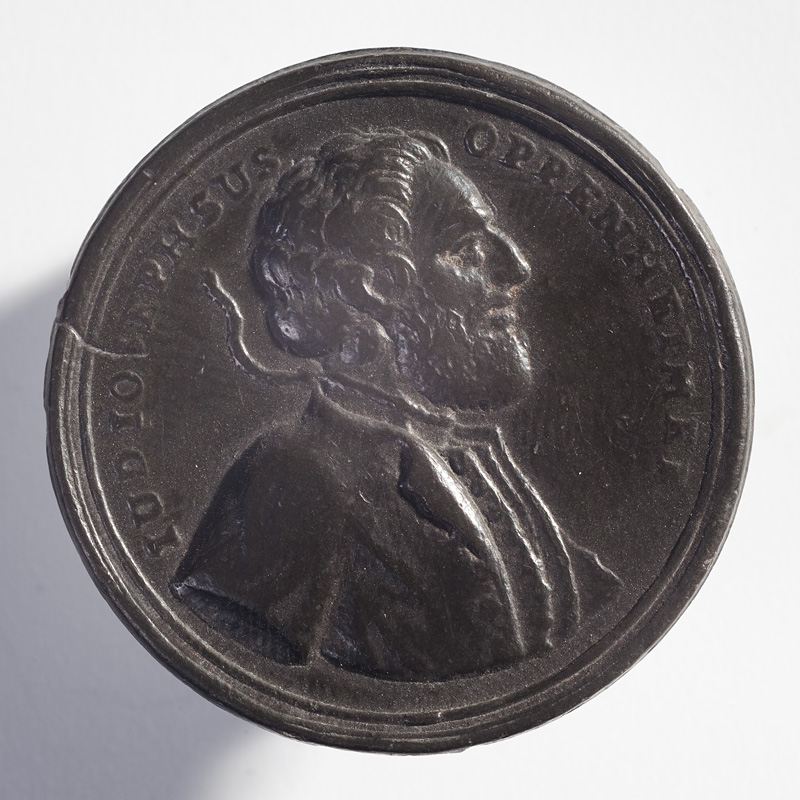
Spottmünze; Joseph Oppenheimer „Jud Suss“, 1738 in Stuttgart hingerichtet. In der Sammlung des Jüdischen Museums der Schweiz.

Da er während des Prozesses geäußert hatte, höher als den Galgen könne man ihn nicht hängen, wurde der 1596 errichtete eiserne Galgen des Alchimisten Georg Honauer für seine Hinrichtung verwendet, im Sinne je höher der Galgen, desto schimpflicher die Strafe. Nach zeitgenössischen Quellen beobachtete eine große Anzahl von Menschen die Tötung auf dem Hinrichtungsplatz, dem Stuttgarter Galgenberg oberhalb der Tunzenhofer Steige, wo heute der Südeingang zum Pragfriedhof liegt. Es werden Zahlen von bis zu 20.000 Zuschauern überliefert bei einer volksfestähnlichen Veranstaltung mit Buden und Tribünen, Bier- und Weinverkauf sowie dem Verkauf von Flugblättern mit Schmähschriften. Auch Spottmünzen zirkulierten, mit der Botschaft: „Als ein Finanzen Rath da pflegt ich hoch / zu prangen vor (für) meinen Lohn mus(s) ich nun in den Kefich hangen. In Stuttgart executiert d. 4. Feb. 1738“.
Oppenheimers Leichnam wurde sechs Jahre lang in dem eisernen Käfig öffentlich zur Schau gestellt, erst 1744 ließ ihn Herzog Carl Eugen bei seinem Regierungsantritt als seinen ersten Regierungsakt abhängen und verscharren.

## Die Prozessakten
Bis 1918 waren die 7,5 Regalmeter Prozessakten geheim. Ein Einblick zu Forschungszwecken war selbst noch im 19. Jahrhundert nur in einzelne Schriftstücke möglich. Im 19. Jahrhundert gingen die Prozessakten von den damit befassten Behörden in den Besitz des damaligen Königlichen Staatsarchivs über. Seit 1918 ist der Aktenbestand mit der Signatur A 48/14 im Hauptstaatsarchiv Stuttgart frei zugänglich. Er umfasst sämtliche Schriftstücke aus den Jahren von 1727 bis 1772, angefangen von den ältesten beschlagnahmten Dokumenten bis zur Auflösung der für das Vermögen Oppenheimers zuständigen Inventur-Deputation im Jahr 1772.
Erste Untersuchungen zeigten eine akribische Dokumentation jedes möglichen Verdachtsmomentes und aller Verhörprotokolle. Ziel der Ankläger war die Beweisführung, dass Oppenheimer der böse Ratgeber des Herzogs Karl Alexander gewesen sein müsse. Dazu waren alle Mittel recht, so zum Beispiel die Aufforderung zur Denunziation, die öffentlich verlesen und an den Rathäusern in ganz Württemberg ausgehängt wurde. 607 Personen kamen dieser Aufforderung nach. Selbst die Versteigerungserlöse wurden bis auf Heller und Pfennig aufgeführt.
Die Prozessakten umfassen im Wesentlichen:
- die Verhörprotokolle und Ermittlungen der Inquisitionskommission, die den nachfolgenden Gerichtsprozess vorbereitet hatte,
- beschlagnahmte Dokumente aus den Privaträumen Oppenheimers,
- die sogenannten Landberichte, die infolge der öffentlichen Aufforderung zur Denunziation Oppenheimers eingegangen waren,
- regelmäßige Berichte der mit der Aufnahme des Vermögens betrauten Inventur-Deputation,
- die Akten aus dem Gerichtsprozess mit Urteilsfassung.

Bis zur Gegenwart wurden die äußerst umfangreichen Prozessakten nicht vollständig durchgearbeitet. Die handschriftlichen und oft zusammenhanglos gesammelten Aufzeichnungen zu entziffern und zuzuordnen ist kompliziert. Damit ist die Quellengrundlage für eine vollständige Beurteilung der historischen Person Joseph Süß Oppenheimer wissenschaftlich noch nicht völlig erschlossen.
Getrennt von dem spezifischen Aktenbestand des Angeklagten Oppenheimer existieren weitere Teilbestände von Mitangeklagten Oppenheimers:
- A 48/01 Johann Christoph Bühler
- A 48/06 Jakob Friedrich Hallwachs
- A 48/08 Professor Johann Friedrich Hobbahn
- A 48/09 Johann Albrecht Mez
- A 48/11 Franz Joseph Freiherr von Remchingen
- A 48/13 Johann Theodor Scheffer

## Künstlerische und propagandistische Verwertung
Der Aufstieg eines Juden an die Spitze der höfischen Gesellschaft war ein bis ins 18. Jahrhundert noch nie dagewesenes Ereignis. Juden waren enge Schranken gesetzt. Einzig durch Aufgabe ihres Glaubens war es ihnen möglich, aus diesen Grenzen auszubrechen. Oppenheimer gelang das bis dahin Unmögliche, was seine Geschichte schon früh interessant und zum Stoff vieler Veröffentlichungen machte. Aber auch der Triumph des tief verwurzelten Antijudaismus sowie antisemitische Sexualphantasien dienten als Vorlage der Rezeption.

### 19. Jahrhundert
1827 erschien die Novelle Jud Süß von Wilhelm Hauff, die sich weitgehend auf Hörensagen und Interpretation stützen musste, da die Prozessakten erst ab 1919 zugänglich wurden. Hauff befürwortete die Trennung zwischen „Juden“ und „Nichtjuden“, das Urteil lehnte er aber als ungerecht ab.
1848 entwickelte Albert Dulk aus und zugleich gegen Hauffs Novelle das Drama Lea, das für die jüdische Emanzipation Partei ergriff. In den Jahren 1872 und 1886 entstand mit den Romanen von Marcus Lehmann, Süß Oppenheimer, und Salomon Kohn, Ein deutscher Minister, „erotisch eingefärbte[r] ›Heiligen-Kitsch‹“.

### 20. Jahrhundert
In Fritz Runges Schauspiel Jud Süß von 1912 war Oppenheimer ein „Sittenstrolch nach dem Geschmack der Antisemiten“.
Weltbekannt wurde Lion Feuchtwangers Roman Jud Süß aus dem Jahr 1925, der ebenfalls mit drastischen Liebesszenen nicht spart. Feuchtwangers gleichnamiges Schauspiel von 1918 hatte weit weniger Publikumsresonanz erhalten. Auf dem Roman baute 1934 eine angloamerikanische Filmproduktion von Lothar Mendes Jew Süss auf, in der Oppenheimer zu einem Aufsteiger im Sinne des Selfmademan wird, der sein Volk aus dem Ghetto zu befreien hofft. Es war ein Versuch, mit dem vor dem Antisemitismus im gerade etablierten „Dritten Reich“ gewarnt werden sollte. In Deutschland und Österreich wurde der Film verboten.
Im antisemitischen Handbuch der Judenfrage des Theodor Fritsch wurde Joseph Süß Oppenheimer mit den Worten herausgestellt: „Unter den ‚Faktoren‘, ‚Agenten‘, ‚Residenten‘ deutscher Fürsten ragten hervor […] vor allem der Mannheimer Geldleiher Süß Oppenheimer, der von 1732 bis 1737 dem Herzog Karl Alexander von Württemberg diente und mit dem herzoglichen Absolutismus gegen das altständische Land focht.“
1933 bearbeitete Eugen Ortner den Stoff im Sinne der nationalsozialistischen Kulturauffassung für die Bühne. Das Stück beruhte wie auch die Radio-Oper von Karl Otto Schilling aus dem Jahr 1937 auf Wilhelm Hauffs Novelle.
In der Zeit des Nationalsozialismus wurde nur der antisemitische UFA- (bzw. Terra)-Propagandafilm Jud Süß bekannt, den Veit Harlan drehte und der 1940 Uraufführung hatte. Der Film beruhte teilweise auf der Hauff-Novelle. Als Pflichtprogramm für die SS sowie für alle Leiter und Wachmannschaften in den deutschen Vernichtungslagern sollte der Film vor allem dazu dienen, noch vorhandene Skrupel und Hemmungen bei der Verfolgung und Ermordung jüdischer Menschen zu beseitigen. Am Drehbuch waren Eberhard Wolfgang Möller und Ludwig Metzger beteiligt. Veit Harlan ließ seinen Jud Süß in der Frankfurter Judengasse hausen, einem Ghetto, das mit drangvoller Enge, Schmutz und Unrat die negativen Klischees des Nationalsozialismus unterstrich. 1941 erschien im Ufa-Buchverlag Berlin J. R. Georges Roman zum Film „mit 16 Bildern aus dem gleichnamigen Terra-Film“.
Die 1999 in Bremen uraufgeführte Oper Joseph Süß von Detlev Glanert verarbeitet die historischen Ereignisse und erzählt die Geschichte aus der Perspektive des seine Hinrichtung erwartenden Oppenheimer.

### 21. Jahrhundert
Jud Süß – Film ohne Gewissen ist eine Filmbiografie aus dem Jahr 2010 des deutschen Regisseurs Oskar Roehler. Der Film thematisiert die Entstehung des antisemitischen Propagandafilms Jud Süß, und damit indirekt die Rezeption von Süß im Dritten Reich.
Im Jahr 2013 wurde das Schauspiel Der Kaufmann von Stuttgart von Joshua Sobol unter der Regie von Manfred Langner im Alten Schauspielhaus in Stuttgart uraufgeführt. Hier wird Oppenheimer als visionärer, kapitalistischer Freidenker dargestellt, der am Widerstand der Gilden gegen seine Reformen scheitert.
Seit 2013 initiiert eine Gruppe Kulturschaffender an der Hinrichtungsstätte Joseph Süß Oppenheimers, dem Stuttgarter Galgenbuckel, eine Veranstaltungsreihe, die sich mit dem Ort, seiner Geschichte und den aktuellen Veränderungen seiner Umgebung auseinandersetzt.
Am 7. November 2013 hat der Landtag von Baden-Württemberg anlässlich des 275. Jahrestages der Hinrichtung in einer Gedenkveranstaltung an das an Joseph Süß Oppenheimer begangene Unrecht erinnert.
Im Rahmen der 500-Jahre-Reformationsjubiläumsfeier des evangelischen Kirchenbezirks Überlingen-Stockach im Kloster und Schloss Salem am 31. Oktober 2017 wurde die Ausstellung rehabilitatio des Künstlers René Blättermann vorgestellt.

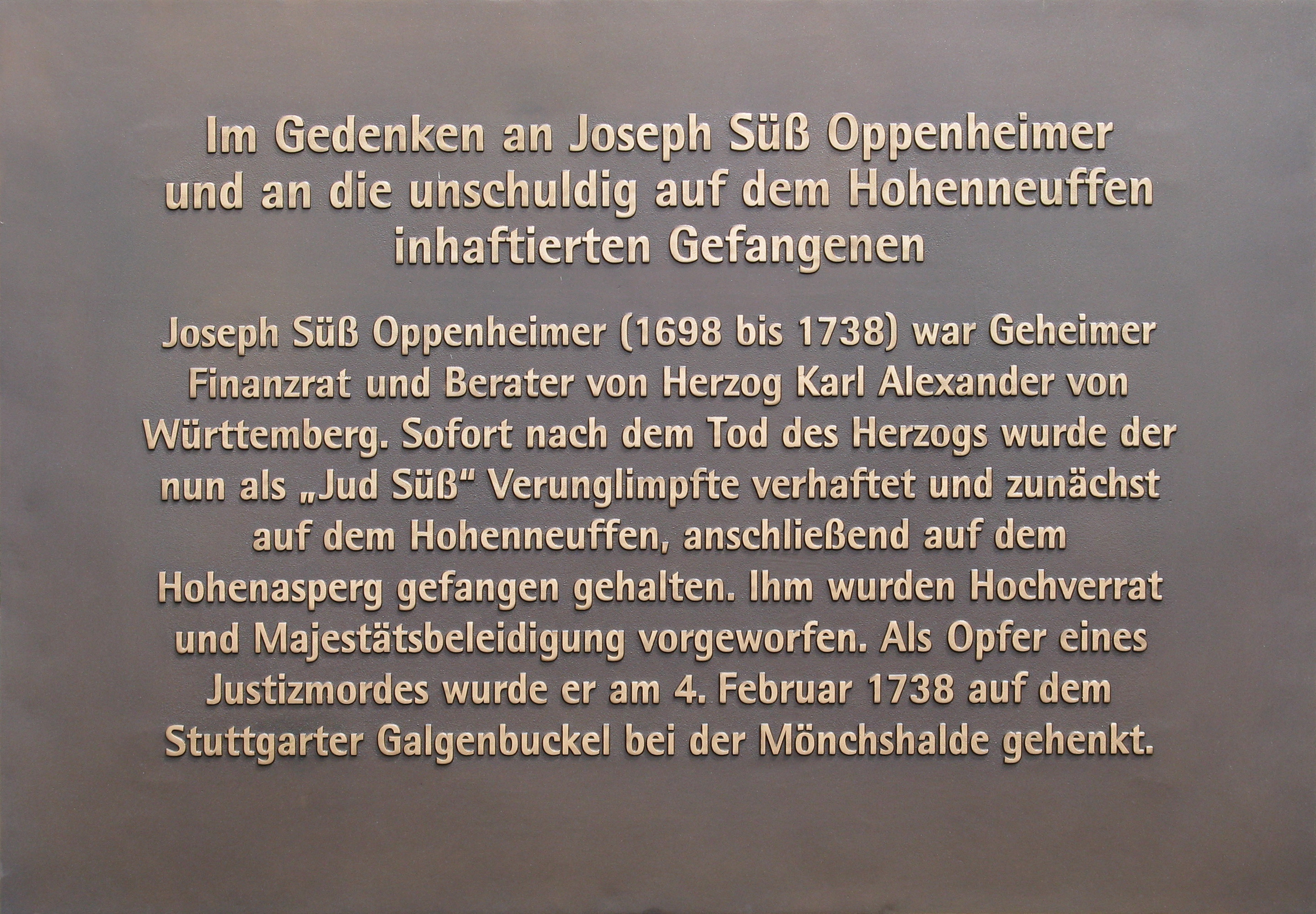
Gedenktafel auf der Burg Hohenneuffen, wo Joseph Süß Oppenheimer eingekerkert war.

## Ehrungen
1998 wurde auf Anregung der Stiftung Geißstraße Sieben und in Gegenwart des damaligen Vorsitzenden des Zentralrats der Juden in Deutschland Ignatz Bubis ein Platz in der Stuttgarter Innenstadt nach Josef Süß Oppenheimer benannt.
Seit 2015 wird im Gedenken an Joseph Süßkind Oppenheimer alle zwei Jahre vom Landtag von Baden-Württemberg und der Israelitischen Religionsgemeinschaft Württembergs (IRGW) gemeinsam die „Joseph-Ben-Issachar-Süßkind-Oppenheimer-Auszeichnung für herausragendes Engagement gegen Minderheitenfeindlichkeit und Vorurteile in Wissenschaft und Publizistik“ verliehen. Erste Preisträgerin ist die in Heidelberg eingetragene Amadeu Antonio Stiftung.

## Romane und Erzählungen (Auswahl)

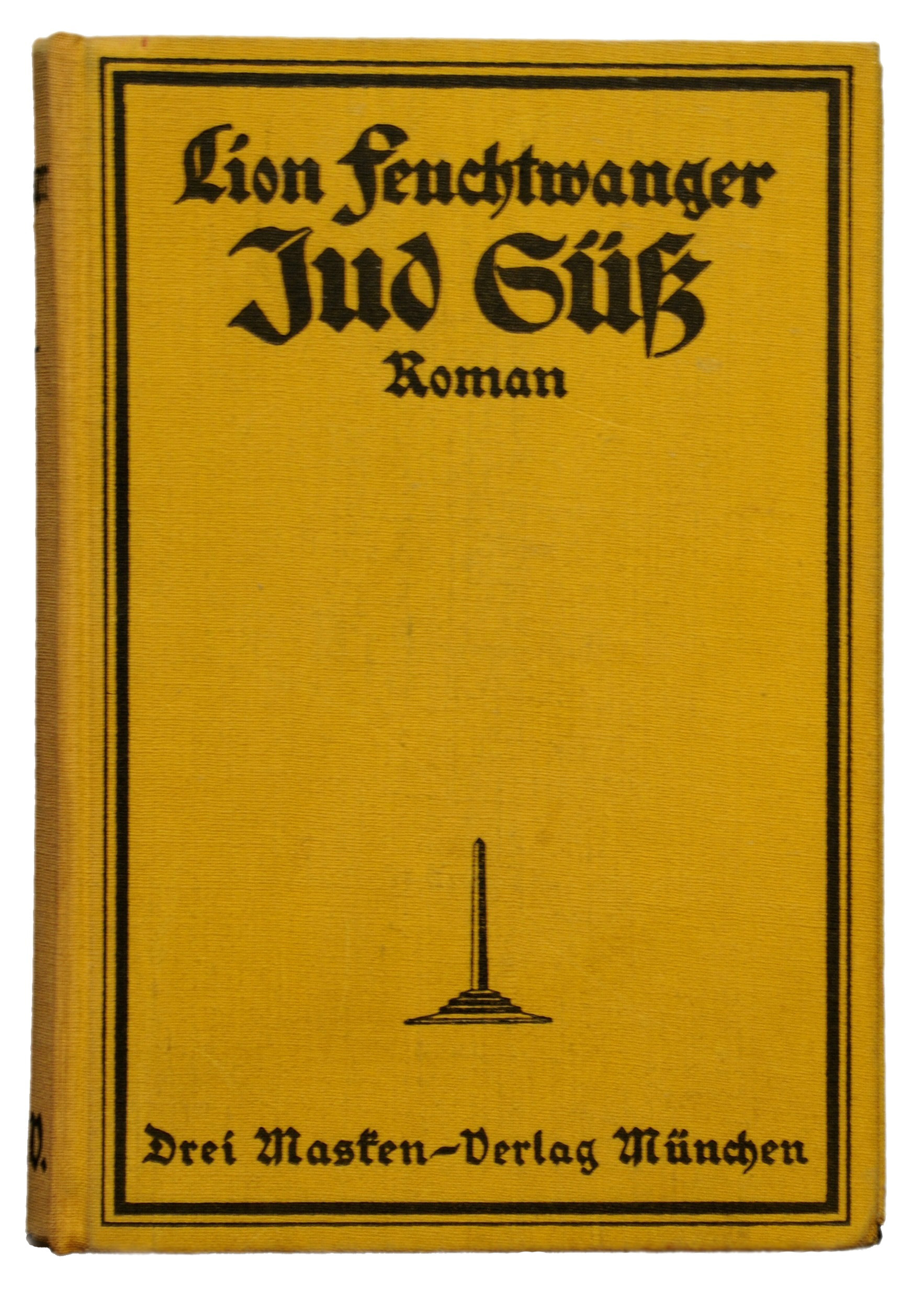
Erstausgabe des Romans von Lion Feuchtwanger aus dem Jahre 1925

- Wilhelm Hauff: Jud Süß. In: Wilhelm Hauff: Novellen, Band 2. Franckh, Stuttgart 1828 (Neuauflage: Winkler, Darmstadt 1984, ISBN 3-538-06201-3)
- Lion Feuchtwanger: Jud Süß, Drei Masken-Verlag, München 1925 (Neuauflage: Aufbau, Berlin 1991, ISBN 3-351-01660-3)
- Rolf Schneider: Süß und Dreyfus, Steidl, Göttingen 1991, ISBN 3-88243-199-7
- Hellmut G. Haasis: Joseph Süß Oppenheimers Rache, Erzählung, Gollenstein Verlag, Blieskastel 1994

## Filme
- Jew Süss. Spielfilm nach dem Roman von Lion Feuchtwanger, Regie: Lothar Mendes, Vereinigtes Königreich 1934.
- Jud Süß. Nationalsozialistischer Propagandafilm, Regie: Veit Harlan, Deutschland 1940.
- Joseph Süß Oppenheimer. TV-Spielfilm, mit Jörg Pleva und Manfred Krug, Deutschland 1983.[27]
- Jud Süß – Ein Film als Verbrechen? Doku-Drama, mit Axel Milberg, Regie: Horst Königstein, Deutschland 2001.[28]
- Jud Süß – Film ohne Gewissen. Spielfilm, Regie: Oskar Roehler, Deutschland 2010.
- Die Akte Oppenheimer – Das dunkle Erbe antisemitischer Fake News. Dokumentarfilm, Regie und Produktion: Ina Knobloch, Deutschland 2017.[29]